# قائمة سرايا الرسول محمد

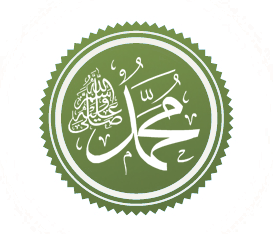

سرايا النبي مُحمد صل الله عليه وسلم هي مجموعة من السرايا التي أطلقها رسول الإسلام محمد صلى الله عليه وسلم خلال العهد المدني أو بعد الهجرة.

## أهم السرايا
من أهم هذه السرايا:
1. سرية سيف البحر حدثت في السنة الأولى الهجرية، وكان على رأسها حمزة بن عبد المطلب.[1]
2. سرية رابغ حدثت في السنة الأولى للهجرة، وكان على رأسها عبيدة بن الحارث بن عبد المطلب.[2]
3. سرية الخرار حدثت في السنة الأولى للهجرة، وكان على رأسها سعد بن أبي وقاص.[3]
4. سرية نخلة وكانت السنة الثانية للهجرة، بقيادة عبد الله بن جحش الأسدي، وقد أعطاه النبي محمد صلى الله عليه وسلم كتاباً، وأمره ألا يقرأه إلا بعد مسيرة يومين، وتضمن الكتاب الأمر بالمُضِّي حتى وصول نخلة بين مكة والطائف، ثم القيام برصد عيرٍ لقريش.[3]

## أسباب و أهداف السرايا
بحسب المراجع الإسلامية فقد كانت تلك السرايا في جملتها تهيئة للمسلمين، وإعداداً وتمهيداً مهماً لغزوة بدر الكبرى. وقد كانت أهم أهداف هذه السرايا من وجهة نظر إسلامية:-
- بسط هيبة الدولة في الداخل والخارج، فقد استطاعت تلك السرايا أن تلفت أنظار أعداء الدعوة والدولة الإسلامية إلى قوة المسلمين وقدرتهم على الجهاد.
- كانت السرايا بمثابة الإعداد العسكري لما سيستقبله الصحابة من فتوحات لاحقة وغزوات قادمة، وكانت السرايا شاهداً على إخراج جنود وقادة قامت على أيديهم نشر دين الإسلام.
- وكان الهدف الرئيسي الذي تحقق، هو ضرب مركز العدو (قريش)، حيث إنَّ قريشاً أدركت أنّ جانب المسلمين أصبح من المنعة بمكان، وأنّ طريق تجارتها كذلك أصبح مهدداً من قِبَل المسلمين، وأنّ عليها أن تتبع الإسلام، أو على الأقل تمتنع من الوقوف في وجه الدعوة الإسلامية الآخذة في الانتشار والقبول.

## القائمة
| الرقم | الاسم                               |
| ----- | ----------------------------------- |
| 1     | سرية حمزة بن عبد المطلب             |
| 2     | سرية عبيدة بن الحارث                |
| 3     | سرية سعد بن أبي وقاص                |
| 4     | سرية نخلة                           |
| 5     | القردة                              |
| 6     | سرية أبي سلمة بن عبد الأسد المخزومي |
| 7     | سرية عبد الله بن أنيس               |
| 8     | سرية المنذر بن عمرو                 |
| 9     | سرية مرثد بن أبي مرثد               |
| 10    | القرطاء                             |
| 11    | الغمر                               |
| 12    | ذي القصة                            |
| 13    | سرية أبي عبيدة بن الجراح            |
| 14    | بني سليم                            |
| 15    | العيص                               |
| 16    | الطرف                               |
| 17    | حسمى                                |
| 18    | وادي القرى                          |
| 19    | دومة الجندل                         |